# 이희헌 (조선)

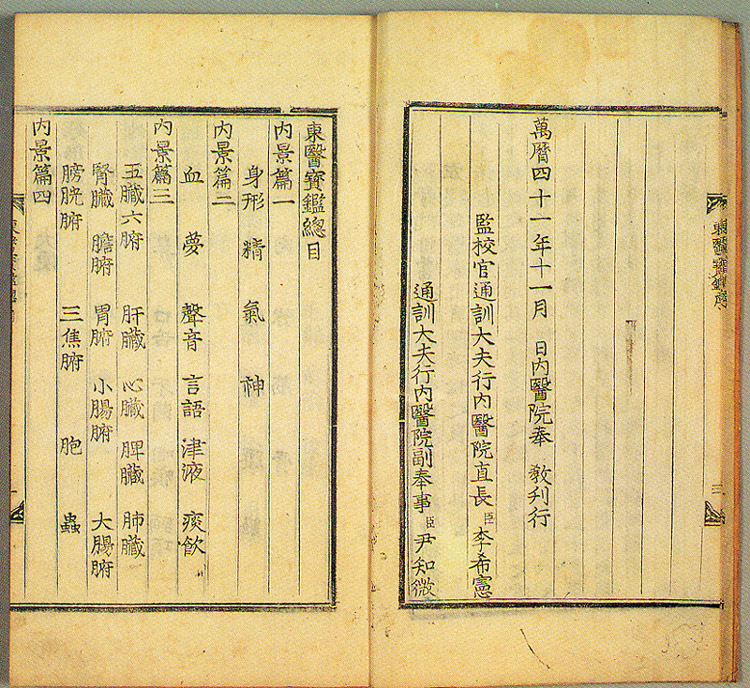
동의보감 목차

이희헌(李希憲, 1569년 6월 15일 ~ 1651년 11월 28일)은 조선시대 중기, 후기의 의관·의학자이다. 자(字)는 가정(可正), 본관은 우계(羽溪)이다. 아버지는 이감(李戡)이다. 1613년(광해군 5년) 허준이 16년간 연구하여 동의보감을 편찬할 때, 감교관으로 발간에 참여하였다. 임진왜란 때 광해군을 호종한 공로로 훗날 위성원종공신 3등에 책록됐다. 1619년(광해군 11) 어의(御醫)가 되고, 1641년(인조 19) 내의원수의(首醫)가 되어 10년간 봉직하였다.
음서로 관직에 올라 참봉을 거쳐 사옹원주부(司饔院主簿)로 재직 중 1600년(선조 34년) 경자 식년시 의과에 을과 아원(亞元)으로 급제, 내의원 의관이 되고, 의서인출감교관(醫書印出監校官)에 임명됐다. 내의원 재직 중 허준(許浚)이 왕명으로 《언해두창집요 (諺解痘瘡集要)》, 《벽역신방》, 《신찬벽온방 (新纂辟瘟方)》, 《찬도방론맥결집성 (纂圖方論脈訣集成)》, 《언해태산집요 (諺解胎産集要)》 ,《의림촬요 (醫林撮要)》, 《의림촬요속집》 등의 임진왜란으로 소실된 의서를 편찬, 정리할 때, 감교관으로 인쇄를 감독하였다. 내의원봉사를 거쳐 통훈대부 행내의원직장, 1608년(선조 41) 행내의원주부를 거쳐 그해 정운원종공신 3등(定運原從功臣三等)에 녹선되고 1612년(광해군 4) 행내의원첨정 등을 역임했다. 1614년(광해군 6) 8월 27일 위성원종공신(衛聖元從功臣三等)에 책록되었다.
1615년 다시 행내의원직장을 거쳐 1619년(광해군 11) 9월 6일 어의(御醫)가 되고, 1623년 다시 어의에 재임명되었다. 1626년 내의원첨정, 행사과 등을 거쳐 1627년(인조 4) 행 사과가 되고, 그 해 소무원종공신 1등(昭武原從功臣一等)에 녹선되었다. 1633년(인조 11) 가선대부 행용양위부호군, 35년 동지중추부사를 지내고, 1641년 내의원수의(首醫)가 되었다. 1643년(인조 21) 파직되었다가 사직으로 복직하고, 1645년 가의대부 행충무위부호군, 1648년(인조 26) 부사직, 자헌대부, 1650년(효종 2) 정헌대부 동지중추부사를 거쳐 지중추부사에 이르렀다. 그의 며느리 혹은 서며느리는 의정부영의정을 지낸 이천 이홍주(梨川 李弘胄)의 서녀였다. 경기도 광주군 낙생(현, 성남 분당구 대장동) 출신.

## 생애

### 출생과 가계
이희헌은 1569년 6월 15일 경기도 광주군 낙생면 대장리(현, 성남시 분당구 대장동) 태릉(太陵) 부락 출신으로, 증조부는 무관 이지방(李之芳)이며 할아버지는 병조참판 이광식(李光軾)이며, 아버지는 급제 이감(李戡)이고, 어머니는 예천윤씨(禮泉尹氏) 또는 예산윤씨(禮山尹氏) 윤연수(尹連壽 또는 尹延壽)의 딸이다. 일설에는 1568년생 설도 있다. 의과방목에는 정사년(1569년)생으로 기록되었으나, 1605년부터 19세기 초까지 증보편찬된 《내의선생안 (內醫先生案)》에는 무진년(1568년)의 오기인 무자년생이며 향년 84세를 살았다고 한다.
이복 형으로는 이성헌(李成憲)이 있었고, 이복 누나 1인은 정현왕후의 친정아버지 영원부원군(鈴原府院君) 윤호(尹壕)의 후손 윤유후(尹裕後)에게 시집갔다. 친형제로는 이의헌(李宜憲)과 이유헌(李有憲) 등이 있었다. 친 누이는 안동권씨 권봉수(權鳳壽)에게 출가했다.
친형 이의헌(李宜憲)은 현감 이춘림(李春林)의 딸 이씨와 결혼하였으나, 자녀 여부는 알 수 없다. 아버지 이감의 묘비석에는 이의헌이 손위 형제로 기록되었다. 사후 어떤 이유에서였는지 1810년(순조 10년) 편찬된 우계이씨 족보부터는 이의헌이 이희헌의 동생으로 나타난다. 그러나 이의헌이 이희헌의 동생으로 본다면, 이의헌의 부인 이씨는 1568년 11월 16일에 사망한 현감 이춘림과는 연대가 맞지 않아 이견의 여지가 있다.
증조부 이지방과 할아버지 이광식, 삼촌 이전, 이용, 5촌 조카 이복남(李福男) 등은 무과(武科)에 급제하고 변방의 무관으로 활동하였다. 아버지 이감은 문과(文科)에 급제하여 참판, 사헌부대사헌, 대호군을 역임했지만, 사관 재직 시 기밀을 누설한 일로 오랫동안 비판받았다. 이후 윤원형의 측근으로 있다가 이량의 측근으로 활동했으며 1563년(명종 18년) 심의겸, 기대항 등의 탄핵을 받고 몰락했다. 예천윤씨(禮泉尹氏) 또는 예산윤씨(禮山尹氏)로 알려진 그의 외가에 대한 기록은 미상이다.

### 초기 활동
본부인 청주한씨는 친정아버지 이름이 미상이고, 일찍 사망하여 경기도 양주군 해등촌면 각심리(후일 서울특별시 성북구 월계동에 편입됨)에 매장되었다. 두번째 부인 금천장씨는 사과 장득해(張得海)의 딸이고, 조부는 전의감부정(典醫監副正)을 지낸 장언룡(張彦龍)이었다. 장언룡은 1574년(선조 17년) 5월 11일부터 그해 11월 1일까지 성절사(聖節使)의 수행 의원(醫員)으로 명나라를 다녀왔다. 후처 금천장씨의집안은 의사 집안으로, 그밖에도 처가쪽 아저씨뻘 되는 장덕해(張德海)는 의과 급제자었다.
그의 아들 이원빈(李元賓)은 정종의 넷째 왕자 선성군 이무생(宣城君 李茂生)의 5대손 충정공 이천 이홍주(梨川 李弘胄)의 측실 소생 서녀 전주이씨 이애임(全州李氏 李愛任)과 결혼 또는 첩으로 들였다. 이홍주의 첩 고령신씨 신순복(高靈申氏 申福順)은 신숙주의 6대손 진사 신례(申椽+忠+忠)의 서녀로, 노비 출신 첩 향운(香雲) 소생 서녀였다. 국조인물고의 이홍주 묘갈명 편에는 측출 1남 1녀, 중 딸이 이원빈에게 시집갔다는 기록이 전할 뿐, 이홍주의 서녀가 이원빈의 정실 부인인지, 첩인지는 정확하게 기록되어 있지 않다.
음직으로 관직에 올라 참봉(參奉), 내의원주부(內醫院主簿)와 사옹원주부(司饔院主簿) 등을 지냈다. 1592년(선조 25년) 임진왜란 때 광해군이 이천, 전주로 이동할 때 호종하여, 훗날 위성원종공신 3등에 책록된다. 1600년(선조 34년) 경자 식년시 의과(式年試 醫科)에 아원(亞元, 을과 1위)으로 급제하였다. 내의원봉사를 거쳐 통훈대부(通訓大夫) 행내의원직장(行內醫院直長)이 되었다.
1606년(선조 39년) 9월 《의림촬요 (醫林撮要)》의 편찬 시, 통훈대부 행내의원주부로 감교관(監校官)이 되어 통훈대부 행내의원판관 이격(李𢓜)과 함께 발행, 인쇄를 감독하였다.
1607년(선조 40년) 4월 13일 내의원내의(內醫) 재직 중, 왕명으로 경상북도 안동에 파견되어 와병중이던 류성룡(柳成龍)을 진찰하고 살펴보았다. 이때 계암 김령(溪巖 金坽)이 이희헌에게 자신이 복용하고 있는 약재의 효능을 질문하였다. 이후 의서인출감교관(醫書印出監校官)이 되어 내의원 내에 인쇄국(印刷局)을 설치하고 윤지미(尹知微) 등과 함께 의서의 감교관으로 의서 발행, 인쇄를 감독하였다.

### 의서 감교 작업
1608년(선조 41) 1월 허준이 왕명을 받아 1602년에 완성한 두창집요를 편찬한 것을 내의원에서 《언해두창집요 (諺解痘瘡集要)》로 간행할 때 통훈대부 행내의원직장으로 감교관이 되어 행내의원부봉사 이략(李絡)과 함께 발행을 감독하였다. 1604년(선조 37) 7월 28일 통위영에 파견되어 홍주목(洪州牧)의 진찬물(送饌物)을 조익(趙翊)에게 전달하였다.
1608년(선조 41) 1월 허준이 부인병과 산과(産科)에 관한 내용을 한글로 번역해서 저술한 《언해태산집요 (諺解胎産集要)》 편찬 시, 통훈대부 행내의원직장으로 감교관(監校官)이 되어 통훈대부 행내의원부봉사 이옥(李珏)과 함께 발행을 감독하였다. 1608년(선조 41) 행내의원주부가 되었다. 1608년(광해군 즉위) 9월 내의원에서 《의림촬요 (醫林撮要)》의 편찬 시, 통훈대부 행내의원주부로 감교관(監校官)이 되어 통훈대부 행내의원판관 이격(李𢓜)과 함께 발행을 감교하였다. 동 9월 《의림촬요속집 (醫林撮要續集)》의 편찬 시, 통훈대부 행내의원주부로 감교관(監校官)이 되어 통훈대부 행내의원판관 이격(李𢓜)과 함께 발행을 감독하였다. 그해 10월 11일 내의원직장 재직 중 정운원종공신 3등(定運原從功臣三等)에 책록되었다.
1608년(광해군 즉위) 10월 26일 비망기로 의서(醫書) 인출(印出)에 참여한 관원들을 시상할 때, 의서 인출의 공로로 신득일(申得一) 등과 함께 내의원정(內醫院正)에 임명되었다. 당시 사관은 이를 두고 의관은 천류(賤流)이고 책의 인출은 작은 공로라며 폄하하기도 했다. 1612년(광해군 4) 행내의원첨정(行內醫院僉正)이 되었다. 1612년(광해군 4) 윤11월 중국 육조(六朝)시대의 고양생(高陽生)이 편한 의서 《찬도맥결 (纂圖脈訣)》의 내용을 허준이 왕명으로 수정발췌, 교정한 《찬도방론맥결집성 권1, 3 (纂圖方論脈訣集成 卷一, 三)》를 발간할 때, 통훈대부 행내의원첨정으로 행내의원직장 윤지미와 함께 감교관(監校官)이 되어 발행, 인쇄를 감독하였다.
1613년(광해군 5) 1월 행내의원직장에 임명되었다. 1613년 1월 《간이벽온방(簡易辟瘟方)》의 중간본을 훈련도감 활자로 재간행할 때, 감교관으로 윤지미(尹知微)와 함께 인쇄, 재간행을 감독하였다. 1613년 2월 허준이 왕명을 받고 다시 《신찬벽온방 (新纂辟瘟方)》을 편찬할 때 행내의원직장으로 감교관이 되어, 행내의원직장 윤지미와 함께 감교관으로 참여했다.
1613년(광해군 5) 11월 행내의원 직장으로 있을 때 어의 허준(許浚)이 16년간 쓴 《동의보감》을 편찬, 발간할 때 부봉사(副奉事) 윤지미(尹知微) 등과 함께 감교관(監校官)이 되어 《동의보감》 발행을 감독하였다. 그해 조선 북쪽지방에서 당독역(唐毒疫, 성홍열)이 발생하자, 1613년 12월부터 1614년 4월 왕명을 받고 허준이 《벽역신방 (辟疫神方)》을 쓰고 내의원(內醫院)에서 닥종이에 훈련도감 활자(訓鍊都監 活字)로 간행할 때, 역시 행내의원직장으로, 행내의원부봉사 윤지미와 함께 감교관으로 참여하였다.
1614년(광해군 6) 8월 27일 위성원종공신(衛聖元從功臣三等)에 책록되었다. 1615년(광해군 7) 2월 행내의원 직장으로 재직 중 《신간보주역문황제내경소문 (新刊補註釋文黃帝內經素問)》 1~12권 발간시 감교관으로 행내의원직장 윤지미와 함께 발행을 감독하였다. 1617년(광해군 9) 12월 행내의원주부가 되었다.

### 인조 반정 전후
1619년(광해군 11) 9월 6일 어의(御醫)가 되고, 왕명으로 동반 실직 제수의 명을 받았다. 그해 12월 13일 가자되어 통정대부가 되었다.
1623년(인조 1) 3월 다시 어의에 임명되었다. 1626년(인조 4) 행내의원첨정이 되고, 1627년(인조 5년) 행사과(行司果)로 재직 중, 강원도 횡성에서 이인거가 일으킨 이인거의 난 진압에 조력한 공로로 1628년(인조 5) 9월 17일 소무원종공신 1등(昭武原從功臣一等)에 책록되었다.
1628년(인조 6년) 10월 22일 인조가 수침(受針)에 든 내의원 관료들을 포상할 때 침의였던 이영남(李英男)·이희헌·이략(李絡)·허임(許任) 등에게 각각 중표피(中豹皮) 1령(一令)을 하사하였다. 1629년(인조 7) 1월 4일 인조가 비망기를 내려 산실청도제조 김류(金瑬) 등 관료들을 포상할 때 의관인 그는 반숙마(半熟馬) 1필을 하사받았다. 이후 어의(御醫)에 올랐고, 1631년(인조 9) 2월 29일 시약청도제조(侍藥廳都提調) 이하를 시상할 때 어의 신득일, 이영남, 이희헌, 견후민, 이략, 김경향, 김사남 등이 가자되었다. 같은 날 가선(嘉善)에 상가(賞加)되었다.
1632년(인조 10년) 인목대비의 병을 진료하였다. 그러나 그 해 8월 13일(음력 6월 28일) 오후 미시(未時)경 인목대비가 진료를 받던 중 사망하여, 이조판서 연평부원군 이귀가 입진 의원의 노국정죄(拏鞫定罪) 청을 올려, 입진한 의원 신득일(申得一), 김경행(金景行), 이영렬(李英劣), 견후민(堅後閔), 이략(李恪)과 함께 추국당하고, 의녀 가지자근개(加知者斤介), 연동자(蓮同自) 등도 역시 추국당하였다.
1633년(인조 11년) 가선대부 행용양위부호군(嘉善大夫 行龍驤衛副護軍), 1635년(인조 13) 1월 3일 가선대부 동지중추부사(嘉善大夫 同知中樞府事), 1639년(인조 17년) 8월 16일 인조가 양화당(養和堂)에 약방 관원들과 입시할 때 어의로 입시하였다.

### 내의원 수의
1640년(인조 18년) 윤1월 1일 어의로써 입진하였다. 1641년(인조 19) 내의원수의(首醫)가 되었다. 그뒤 1643년(인조 21) 알 수 없는 이유로 파직되었다가 1643년(인조 21) 4월 6일 직첩을 돌려받아 사직(司直)으로 강자환수(降資還授)받았다. 이 해 7월 27일 어의 이희헌은 침의(鍼醫) 박태원(朴泰元)과 함께 인조의 부름을 받고, 인조 자신의 수침 여부를 자문하기도 하였다. 7월 28일 인조가 수침(受鍼)할 때에 어의로서 다른 어의 최득룡(崔得龍), 침의(鍼醫) 이형익(李馨益), 박태원(朴泰元) 등과 함께 입진하였다. 당초 침의들만 입시할 예정이었으나 도제조 심기원의 건의로 어의 이희헌도 같이 입시하게 되었다.
1639년(인조 17년) 8월 16일 어의로서, 침의 이형익(李馨益)ㆍ반충익(潘沖翼)ㆍ정훤(鄭晅) 등과 함께 인조의 수침에 입시하였다.
1644년(인조 22년) 4월 26일 양화당에서 인조가 칙사들을 접견 시 이희헌은 권유(權愉)와 함께 시위관(侍衛官)으로 인조를 수행하였다. 6월 1일 칙사를 접대할 때 시위관(侍衛官)으로 권유와 같이 인조를 수행하였다. 1645년 9월 가의대부 행충무위부호군(嘉義大夫行忠武衛副護軍)으로 재직 중, 영의정 홍서봉(洪瑞鳳)이 사망하자, 그의 제문을 지어 애도하였다. 1646년(인조 24) 5월 28일 시민당(時敏堂)에서 인조의 친국을 받았다. 이해 10월 28일 투이통(透耳筒)이 귓구멍에 양창(痒瘡)을 초래할 수 있다고 하므로 중지할 것을 청하는 계를 약방에서 올릴 때 연명하였다. 1646년 12월 7일 약방에서 환약을 제조하는 계를 올릴 때 최득룡(崔得龍)·이희헌(李希憲)·이략(李詻)·김충효(金孝忠)·박군(朴頵) 등과 상의하겠다 하였다. 그해 5월 28일 인조가 친국할 때 시위관으로 권유(權愉)와 함께 동행하였다.
1648년(인조 26) 2월 5일 부사직(副司直)으로 자헌대부(資憲大夫)에 가자되었다. 1650년(효종 1) 12월 29일 시약청도제조(侍藥廳都提調) 이하 관원을 포상할 때 어의 이희헌(御醫李希憲)·이략(李絡)·정담수(鄭聃壽)·박군(朴頵)·최유후(崔有後)·안경정(安景正), 유후성(柳後聖)·정후계(鄭後啓), 침의(鍼醫) 김상성(金尙誠), 등이 가자(加資)되었다. 이후 정헌대부(正憲大夫) 동지중추부사 등을 거쳐 지중추부사(知中樞府事)에 이르렀다. 1651년(효종 2) 내의원 수의에서 물러났다.
1651년(효종 2) 11월 28일에 사망했다.

### 사후
그의 가계는 아들 이원빈(李元賓)의 후손들을 제외하고는 어떤 이유에서 였는지 정확히 전하지 않아, 그의 다른 후손들의 이후 행적은 알려지지 않았다.
묘는 경기도 광주군 낙생면 대장리, 현, 성남시 분당구 대장동 산19번지 사동(寺洞, 절골) 부락 오른쪽 언덕이자, 판교퍼스트힐 푸르지오 2단지 아파트 오른쪽 산기슭 건좌(乾坐)에 재취 부인 금천장씨와 합장되었다. 묘비가 세워졌으나 첫 묘비문을 지은 이는 누군지 알려져있지 않다. 그의 묘소 아래에는 아들 이원빈의 묘소가 있었다.
본부인 청주한씨의 묘는 경기도 양주군 해등촌면 각심리(현, 서울 노원구 월계동), 각심사(覺心寺) 근방에 있었으나 훗날 위치를 실전되었다.
2017년 4월 14일 그의 묘소는 아들 이원빈, 손자 이경태 내외의 묘소와 함께 경기도 포천시 일동면 기산리 산136-1번지, 기산아파트 뒤편 산으로 이장되었다. 산 중턱에 묘 3기가 나란히 있다.

## 저작
- 학곡 홍서봉 제문 (鶴谷洪瑞鳳祭文)

## 가족 관계
족보에는 이의헌이 그의 동생으로 등재됐지만, 아버지 이감의 묘비문에는 이의헌이 그의 형으로 나타난다.
- 조부 : 이광식(李光軾, 1493년 - 1563년)
- 아버지 : 이감(李戡, 1516년 10월 27일 - 1583년)
- 어머니(본처) : 풍천임씨(豊川任氏, 1515년 4월 12일 - 1556년 2월 1일), 좌참찬 정헌공 임권(任權)의 딸
  - 이복 형 : 이성헌(李成憲, 1534년 2월 22일 - 1601년 5월 8일)
  - 이복 누나 : 우계 이씨(羽溪李氏)
  - 이복 누나 : 우계 이씨(羽溪李氏, 1541년 12월 1일 ~ 1607년 5월 17일)
  - 이복 매형 : 윤유후(尹裕後, 1541년 1월 11일 - 1606년 8월 13일)
- 어머니 : 예천윤씨(醴泉尹氏, 1538년 10월 28일 - 1624년 11월 11일) 또는 예산윤씨(禮山尹氏), 윤연수(尹延壽)의 딸
  - 형 : 이의헌(李宜憲)
  - 형수 : 이씨(李氏), 현감 이춘림(李春林)의 딸
  - 누나 : 우계이씨(羽溪李氏)
  - 매형 : 권봉수(權鳳壽), 안동권씨
    - 외조카 : 권득인(權得仁)

  - 친동생 : 이유헌(李有憲), 1615년의 의과 급제자
  - 제수 : 이름 미상
- 부인 : 청주한씨(淸州韓氏, 1570년 7월 18일 - 1593년 6월 13일), 친정아버지 이름 미상
- 부인 : 금천장씨(衿川張氏, 1583년 2월 9일 - 1636년 1월 26일), 의관(醫官) 사과 장득해(張得海)의 딸
  - 아들 : 이원빈(李元賓, 1608년 4월 12일 - 1679년 5월 26일)
  - 며느리 혹은 서며느리 : 전주이씨 이애임(李愛任, 1611년 2월 18일 - 1673년 3월 26일), 영의정 충정공 이홍주(李弘胄)의 서녀(庶女), 선성군 이무생(李茂生)의 서6대손
    - 손자 : 이경태(李慶泰, 1632년 9월 3일 - 1691년 4월 2일)
    - 손부 : 전주이씨(1635년 12월 28일 ~ 1671년 7월 26일), 영해군 당 5대손 이숙무의 서자 이집의 딸
      - 증손자 : 이상우(李商雨, 1648년 - 1741년)[13]

    - 손부 : 의령남씨(1640년 1월 18일 ~ 1709년 11월 23일), 이경태의 후처
    - 손녀 : 이후영(李厚英, 1629년 ~ ?)
    - 손녀사위 : 이뢰(李磊), 본관은 전의
    - 손녀 : 이정영(李貞英, 1635년 ~ 1686년 2월 5일)
    - 손녀사위 : 윤세달(尹世達, 1633년 ~ 1673년 7월 8일), 해평윤씨
      - 외증손 : 윤제화(尹濟和)

    - 손녀 : 이단영(李端英, 1645년 ~ 1665년 12월 29일)
    - 손녀사위 : 윤진웅(尹震雄, 1645년 ~ 1717년 5월 22일), 인의, 해평윤씨
      - 외증손 : 윤백화(尹百和)
      - 외증손서 : 이기수(李基壽)

    - 손녀 : 이혜영(李惠英, 1651년 ~ ?), 절사정려(節死旌閭)
    - 손녀사위 : 유추한(柳樞漢), 본관은 문화(文化), 자녀 없음

  - 아들 : 이원로(李元老)
    - 손자 : 이경정(李慶鼎)
      - 증손녀사위 : 우순승(禹順承)

  - 아들 : 이원례(李元禮)
  - 딸 : 우계이씨
  - 사위 : 전흡(田水+翕, 부사(府使)를 역임)
  - 딸 : 우계이씨
  - 사위 : 이흥기(李興基), 본관 미상
    - 외손자 : 이행륙(李行辶+翟)
    - 외손자 : 이행손(李行遜)
- 처부 : 장득해(張得海), 후처 금천장씨의 친정아버지
  - 처조부 : 장언룡(張彦龍), 전의감부정(典醫監副正)

## 왕실과의 관계
그의 아들 또는 서자 이원빈(李元賓)은 선성군 이무생의 5대손 이천 이홍주의 남편으로, 선원록 정종대왕자손록 선성군파 편에 등재되어 있다. 이원빈과 이경태는 선원록의 성종대왕자손록 유부록에도 실려있는데, 이원빈의 처 혹은 첩 이애임이 이홍주의 첩 신순복(申福順)의 딸이다. 신순복은 혜숙옹주 이수란(惠淑翁主 李秀蘭)과 고원위 신항(申沆)의 양자 신수경(申秀涇)의 아들 신례(申欚)의 서녀이다. 정종대왕자손록에는 이애임의 어머니 이름은 없고 양녀의 딸로 등재되었으나, 성종대왕유부록 혜숙옹주편에는 이애임의 생모 신순복이 신례의 노비 출신 첩 향운(香雲)의 딸로 나타난다. 이원빈의 딸 4명은 성종의 외6대손, 혜숙옹주의 외5대손이 되므로 유부록에 이름이 등재되어 후대에 전하게 되었다.
손자 이경태는 성종대왕유부록 혜숙옹주편 외에도 세종대왕자손록 영해군파 편에 이름이 나타난다. 이경태의 부인 전주이씨는 세종의 왕자 영해군 이당의 6대손으로, 영춘군 이인(永春君 李仁)의 5대손이며, 고조부는 덕녕부정 이위(德寧副正 李禕)이고, 선성수 이기(宣城守 李期)의 장남 이덕수의 손녀였다. 그러나 이경태의 장인 이집(李鏶)은 이숙무의 서자로, 양녀 출신 첩 순정(順貞) 소생이었다.

## 기타
그의 동생 이유헌(李有憲)은 1615년(광해군 8년) 의과에 급제하였으나 행적은 미상이다. 이유헌의 최종 관직은 부사직(副司直)이었고 이유헌의 아들 이원두(李元斗)는 사용을 역임했으나 행적과 묘소의 위치는 미상이다.
둘째 아들 이원로(李元老)는 첨추를 역임했으나 행적은 미상이다.
그의 생전에 태어난 증손자 이상우는 경기도 포천, 영평 일대에 살던 먼 일족 이영구의 양자로 입양갔다. 이상우는 후에 식년문과에 급제하였다.
윤두수의 다섯째 아들이자 서자인 윤간의 가계와 혼반관계를 형성했다. 아들 이원빈의 딸이 윤연지의 아들 윤배의 아들인 윤세달과, 원빈의 다른 딸은 윤흠지의 손자이자 윤오(尹墺)의 아들인 윤진웅과 혼인했고, 윤진웅의 형 윤진영의 손녀이자 윤응화의 딸은 출계한 그의 4대손 이상우의 차남 이익수의 아들 이성석과 혼인했다.
윤오(尹墺)의 넷째 아들 윤진성의 딸은 이상우의 장남 이필수의 아들 이희석(李禧錫)과 혼인했고, 윤진성의 손자 윤범굉(尹範宏)은 이상우의 장남 이필수의 딸과 혼인했다.
윤전지의 양자이자 윤연지의 아들 윤각(尹土+各)의 장남 윤진기의 아들 윤항화는 이상우의 딸과 혼인했다.

## 같이 보기
| - 내의원 - 동의보감 - 신찬벽온방 - 벽역신방 - 언해두창집요 - 허준 - 윤지미 - 이격 - 이감 - 양예수 - 홍서봉 - 윤유후 | - 언해구급방 - 찬도맥결론집성 - 이전 - 이용 - 윤지미 - 이형익 - 이홍주 - 이성헌 - 이상우 - 장득해 |

## 참고 문헌
- 광해군일기
- 의과방목
- 승정원일기
- 약방일기
- 선조비인목후국장도감의궤(宣祖妃仁穆后國葬都監儀軌, 1632)

## 관련 서적
- 김남일, 《한의학에 미친 조선의 지식인들》 (들녘, 2011)
- 한희숙, 《의녀(키워드 한국문화 11): 팔방미인 조선 여의사》 (문학동네, 2012)
- 허준, 《동의보감. 1: 내경편》 (동의과학연구소 옮김, 휴머니스트, 2002)
- 三木栄, 『朝鮮医学史及疾病史』 (思文閣出版, 1991)
- 小倉進平, 『朝鮮語学史』 (刀江書院, 1964)
- 朝鮮總督府, 『朝鮮史 23』(朝鮮總督府, 1932) pp.7
- 이성무, 《조선시대잡과합격자총람》 (한국정신문화연구원, 1990)